# Triton (manga)
Pour les articles homonymes, voir Triton.
Triton (海のトリトン, Umi no Triton) est un shōnen manga d'Osamu Tezuka, prépublié dans le magazine Sankei Shinbun entre septembre 1969 et décembre 1971. Il est publié pour la première fois par Akita Shoten dans la collection Sunday Comics en quatre volumes. La version française est éditée par Soleil Manga en trois tomes sortis entre juillet 2007 et mars 2008.

## Manga
Initialement publié par Akita Shoten en quatre volumes reliés parus entre décembre 1972 et avril 1973, le manga est réédité par Kōdansha dans la collection des Œuvres complètes de Tezuka en quatre volumes sortis entre octobre 1979 et janvier 1980.

### Liste des volumes
| no | Japonais         | Japonais          | Français        | Français      |
| no | Date de sortie   | ISBN              | Date de sortie  | ISBN          |
| -- | ---------------- | ----------------- | --------------- | ------------- |
| 1  | 12 octobre 1979  | 978-4-06-108789-7 | 25 juillet 2007 | 9782849468456 |
| 2  | 13 novembre 1979 | 978-4-06-108790-3 | 24 octobre 2007 | 9782849469286 |
| 3  | 13 décembre 1979 | 978-4-06-108791-0 | 5 mars 2008     | 9782302000438 |
| 4  | 11 janvier 1980  | 978-4-06-108792-7 |                 |               |

### Autres éditeurs
- Digital Manga Publishing : Triton of the Sea
- China Times Publishing Co. (1994)/Taiwan Tohan Co., Ltd. (2003)

## Anime
Le manga est adapté en anime de 27 épisodes de 30 minutes par le studio Animation Staff Room sous la direction de Yoshiyuki Tomino. Il est diffusé pour la première fois sur TV Asahi entre le 1er avril 1972 et le 30 septembre 1972.

### Liste des épisodes
| Ép | Titre anglais                                 | Titre japonais       | Titre japonais                 | Date de 1re diffusion |
| Ép | Titre anglais                                 | Kana                 | Rōmaji                         | Date de 1re diffusion |
| -- | --------------------------------------------- | -------------------- | ------------------------------ | --------------------- |
| 01 | The Sea Is Calling For The Boy                | 海が呼ぶ少年         | Umi ga yobu shounen            | 1er avril 1972        |
| 02 | Triton's Secret                               | トリトンの秘密       | Toriton no himitsu             | 8 avril 1972          |
| 03 | Shining Oriharcon                             | 輝くオリハルコン     | Kagayaku Oriharukon            | 15 avril 1972         |
| 04 | The Ends of the North Sea                     | 北海の果てに         | Hokkai no hate ni              | 22 avril 1972         |
| 05 | Farewell to the North Sea                     | さらば北の海         | Saraba kita no umi             | 29 avril 1972         |
| 06 | Go to the Southern Island!                    | 行け.南の島!         | Ike, minami no shima!          | 6 mai 1972            |
| 07 | Under the Southern Cross                      | 南十字星のもとに     | Minamijuujisei no moto ni      | 13 mai 1972           |
| 08 | The Legend of a Vanished Island               | 消えた島の伝説       | Kieta shima no densetsu        | 20 mai 1972           |
| 09 | The Mystery of a Phantom Ship                 | ゆうれい船の謎       | Yuurei sen no nazo             | 27 mai 1972           |
| 10 | Wake up Pipi!                                 | めざめろ.ピピ!       | Mezamero, Pipi!                | 3 juin 1972           |
| 11 | Confrontation in the North Pacific Ocean      | 対決・北大西洋       | Taiketsu. kita taiheiyou       | 10 juin 1972          |
| 12 | The Great Explosion of Dolphin Island         | イルカ島大爆発       | Iruka tou dai bakuhatsu        | 17 juin 1972          |
| 13 | The Chase of the Giant Beast Bakyura          | 巨獣バキューラの追撃 | Kyoshishi bakyuura no tsuigeki | 24 juin 1972          |
| 14 | A Journey to the Atlantic Ocean               | 大西洋へ旅立つ       | Taiseiyou e tabidatsu          | 1er juillet 1972      |
| 15 | Howling Dinosaur in the Fog                   | 霧に泣く恐竜         | Kiri ni naku kyouryuu          | 8 juillet 1972        |
| 16 | Leharl's Trap                                 | 怪人レハールの罠     | Kaijin rehaaru no wana         | 15 juillet 1972       |
| 17 | Vanished Remains of the Tritons               | 消えたトリトンの遺跡 | Kieta Toriton no iseki         | 22 juillet 1972       |
| 18 | The Scorching Giant Taros                     | 灼熱の巨人タロス     | Shakunetsu no kyojin Tarosu    | 29 juillet 1972       |
| 19 | Revived White Whale                           | 甦った白鯨           | Yomigaetta shiro kujira        | 5 août 1972           |
| 20 | Sea Spider's Jail                             | 海グモの牢獄         | Umi gumo no rougoku            | 12 août 1972          |
| 21 | Demon's Place in the Pacific Ocean            | 太平洋の魔海         | Taiheiyou no ma umi            | 19 août 1972          |
| 22 | Bizarre Armon's Curse                         | 怪奇・アーモンの呪い | Kaiki. Aamon no noroi          | 26 août 1972          |
| 23 | The Battle in the Fossil Forest               | 化石の森の闘い       | Kaseki no mori no tatakai      | 2 septembre 1972      |
| 24 | The Rush of Gondowana                         | 突撃ゴンドワナ       | Totsugeki Gondowana            | 9 septembre 1972      |
| 25 | The Quicksand of Golsenos                     | ゴルセノスの砂地獄   | Gorusenosu no sunaji goku      | 16 septembre 1972     |
| 26 | Poseidon's Demon World                        | ポセイドンの魔海     | Poseidon no ma umi             | 23 septembre 1972     |
| 27 | The Sun Will Rise Again in the Atlantic Ocean | 大西洋陽はまた昇る   | Taiseiyou hi wa mata noboru    | 30 septembre 1972     |

### Fiche technique
- Production : Animation Staff Room
- Réalisation : Yoshiyuki Tomino
- Chara-design : Yoshiyuki Hane
- Auteur : Osamu Tezuka (mangaka)
- Musique : Hiromasa Suzuki
- Diffuseur : TV Asahi
- Script : Yoshiyuki Tomino
- Directeur artistique : Kazue Itô, Mitsunari Makino
- Directeur de l'animation : Yoshiyuki Hane
- Directeur du son : Yasuo Uragami
- Producteur (staff) : Yoshinobu Nishizaki
- Storyboard : Yoshiyuki Tomino

## Film d'animation
L'anime fut adapté en long métrage en 1979 au cinéma avec les mêmes doubleurs.

### Fiche technique
- Titre original : Umi no Triton (海のトリトン, littéralement « Triton de la mer »?)
- Titre anglais : Triton of the Sea
- Studio d'animation : Tōei animation
- Réalisateur : Kazunori Tanahashi
- Compositeur : Hiromasa Suzuki
- Créateur original : Osamu Tezuka
- Direction artistique : Kazue Itô, Mitsunari Makino
- Directeur de l'animation : Yoshiyuki Hane
- Directeur du son : Yasuo Uragami
- Producteur en chef superviseur : Yoshinobu Nishizaki
- Enregistrement : Yasunori Honda
- Supervision: Toshio Masuda
- Date de sortie :
  -  Japon : 14 juillet 1979

### Édition japonaise
Kōdansha
1. 1 2  (ja) « Tome 1 ».
2. 1 2  (ja) « Tome 2 ».
3. 1 2  (ja) « Tome 3 ».
4. 1 2  (ja) « Tome 4 ».

### Édition française
Soleil Manga
1. 1 2  (fr) « Tome 1 », sur manga-news.com.
2. 1 2  (fr) « Tome 2 », sur manga-news.com.
3. 1 2  (fr) « Tome 3 », sur manga-news.com.